# Triathlon aux Jeux du Commonwealth

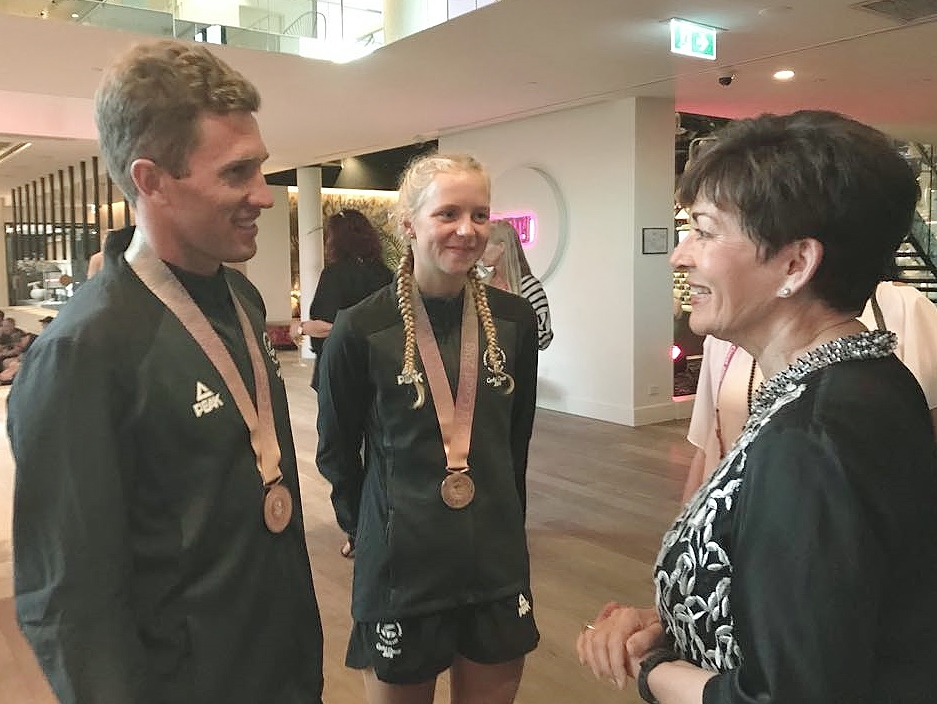
Jeux du Commonwealth de 2018, à Gold Coast, en Australie. La gouverneure générale de la Nouvelle-Zélande rencontre les médaillés de bronze par équipe mixte de triathlon Ryan Sissons et Nicole van der Kaay.

Le triathlon aux Jeux du Commonwealth fait son entrée au programme sportif lors de la XVIIe édition en 2002, à Manchester au Royaume-Uni. Sport optionnel, il n'est pas programmé systematiquement lors des éditions successives des jeux.

## Historique
Sport de démonstration lors des jeux de 1990 à Auckland en Nouvelle-Zélande, l'épreuve est remportée par Erin Baker et Rick Wells.
Les trois premières éditions se déroulent sur distance olympique (M) en 2018, la quatrième édition se concours sur distance sprint (S). Comme en 2014, l'épreuve en relais mixte est au programme avec les épreuves hommes et femmes. Le paratriathlon fait son entrée au programme avec les catégories fauteuils roulants (WC) hommes et femmes. Chez les féminines la Bermudienne Flora Duffy ajoute un nouveau titre à son prestigieux palmarès. Chez les hommes le Sud-africain Henri Schoeman remporte le titre en surclassant ces adversaires, Jonathan et Alistair Brownlee tenant du titre en 2014, termine à la dixième place.

## Palmarès

### Hommes
| Année | Lieu                           | Médaille d'or     | Temps           | Médaille d'argent | Temps           | Médaille de bronze | Temps           |
| ----- | ------------------------------ | ----------------- | --------------- | ----------------- | --------------- | ------------------ | --------------- |
| 2022  | Angleterre, Birmingham         | Alex Yee          | 50 min 3 s      | Hayden Wilde      | 50 min 47 s     | Matthew Hauser     | 50 min 50 s     |
| 2018  | Australie, Gold Coast          | Henri Schoeman    | 52 min 31 s     | Jacob Birtwhistle | 52 min 38 s     | Marc Austin        | 52 min 44 s     |
| 2014  | Écosse, Glasgow                | Alistair Brownlee | 1 h 48 min 50 s | Jonathan Brownlee | 1 h 49 min 1 s  | Richard Murray     | 1 h 50 min 21 s |
| 2006  | Australie, Melbourne, Victoria | Brad Kahlefeldt   | 1 h 49 min 16 s | Bevan Docherty    | 1 h 49 min 26 s | Peter Robertson    | 1 h 49 min 31 s |
| 2002  | Angleterre, Manchester         | Simon Whitfield   | 1 h 51 min 57 s | Miles Stewart     | 1 h 52 min 0 s  | Hamish Carter      | 1 h 52 min 4 s  |

### Femmes
| Année | Lieu                           | Médaille d'or    | Temps           | Médaille d'argent    | Temps           | Médaille de bronze | Temps           |
| ----- | ------------------------------ | ---------------- | --------------- | -------------------- | --------------- | ------------------ | --------------- |
| 2022  | Angleterre, Birmingham         | Flora Duffy      | 55 min 25 s     | Georgia Taylor-Brown | 56 min 6 s      | Beth Potter        | 56 min 25 s     |
| 2018  | Australie, Gold Coast          | Flora Duffy      | 56 min 50 s     | Jessica Learmonth    | 57 min 33 s     | Joanna Brown       | 57 min 38 s     |
| 2014  | Écosse, Glasgow                | Jodie Stimpson   | 1 h 58 min 56 s | Kirsten Sweetland    | 1 h 59 min 1 s  | Vicky Holland      | 1 h 59 min 11 s |
| 2006  | Australie, Melbourne, Victoria | Emma Snowsill    | 1 h 58 min 2 s  | Samantha Warriner    | 1 h 58 min 38 s | Andrea Hewitt      | 1 h 58 min 45 s |
| 2002  | Angleterre, Manchester         | Carol Montgomery | 2 h 3 min 17 s  | Leanda Cave          | 2 h 3 min 37 s  | Nicole Hackett     | 2 h 3 min 41 s  |

### Relais mixte
| Année | Lieu                   | Médaille d'or                                                      | Temps           | Médaille d'argent                                                   | Temps           | Médaille de bronze                                                 | Temps           |
| ----- | ---------------------- | ------------------------------------------------------------------ | --------------- | ------------------------------------------------------------------- | --------------- | ------------------------------------------------------------------ | --------------- |
| 2022  | Angleterre, Birmingham | Alex Yee Sophie Coldwell Samuel Dickinson Georgia Taylor-Brown     | 1 h 16 min 40 s | Iestyn Harrett Olivia Mathias Dominic Coy Non Stanford              | 1 h 18 min 28 s | Jacob Birtwhistle Natalie Van Coevorden Matthew Hauser Sophie Linn | 1 h 19 min 28 s |
| 2018  | Australie, Gold Coast  | Gillian Backhouse Matthew Hauser Ashleigh Gentle Jacob Birtwhistle | 1 h 17 min 36 s | Vicky Holland Jonathan Brownlee Jessica Learmonth Alistair Brownlee | 1 h 18 min 28 s | Nicole Van Der Kaay Ryan Sissons Andrea Hewitt Tayler Reid         | 1 h 19 min 28 s |
| 2014  | Écosse, Glasgow        | Vicky Holland Jonathan Brownlee Jodie Stimpson Alistair Brownlee   | 1 h 13 min 24 s | Kate Roberts Henri Schoeman Gillian Sanders Richard Murray          | 1 h 14 min 13 s | Emma Moffatt Aaron Royle Emma Jackson Ryan Bailie                  | 1 h 14 min 14 s |

## Tableau des médailles
| Rang | Nation           | Or | Argent | Bronze | Total |
| ---- | ---------------- | -- | ------ | ------ | ----- |
| 1    | Angleterre       | 5  | 4      | 1      | 10    |
| 2    | Australie        | 3  | 2      | 5      | 10    |
| 3    | Canada           | 2  | 1      | 1      | 4     |
| 4    | Bermudes         | 2  | 0      | 0      | 2     |
| 5    | Afrique du Sud   | 1  | 1      | 1      | 3     |
| 6    | Nouvelle-Zélande | 0  | 3      | 3      | 6     |
| 7    | Pays de Galles   | 0  | 2      | 0      | 2     |
| 8    | Écosse           | 0  | 0      | 2      | 2     |
|      |                  | 13 | 13     | 13     | 39    |

## Lieux des épreuves
| Jeux           | Année | Lieux               | Pays       | Distance |
| -------------- | ----- | ------------------- | ---------- | -------- |
| XVIIe édition  | 2002  | Manchester          | Angleterre | M        |
| XVIIIe édition | 2006  | Melbourne, Victoria | Australie  | M        |
| XXe édition    | 2014  | Glasgow             | Écosse     | M        |
| XXIe édition   | 2018  | Gold Coast          | Australie  | S        |
| XXIIe édition  | 2022  | Birmingham          | Angleterre | S        |